# Gaststätte Rautenstrauchs Erben Gröden (Brandenburg)

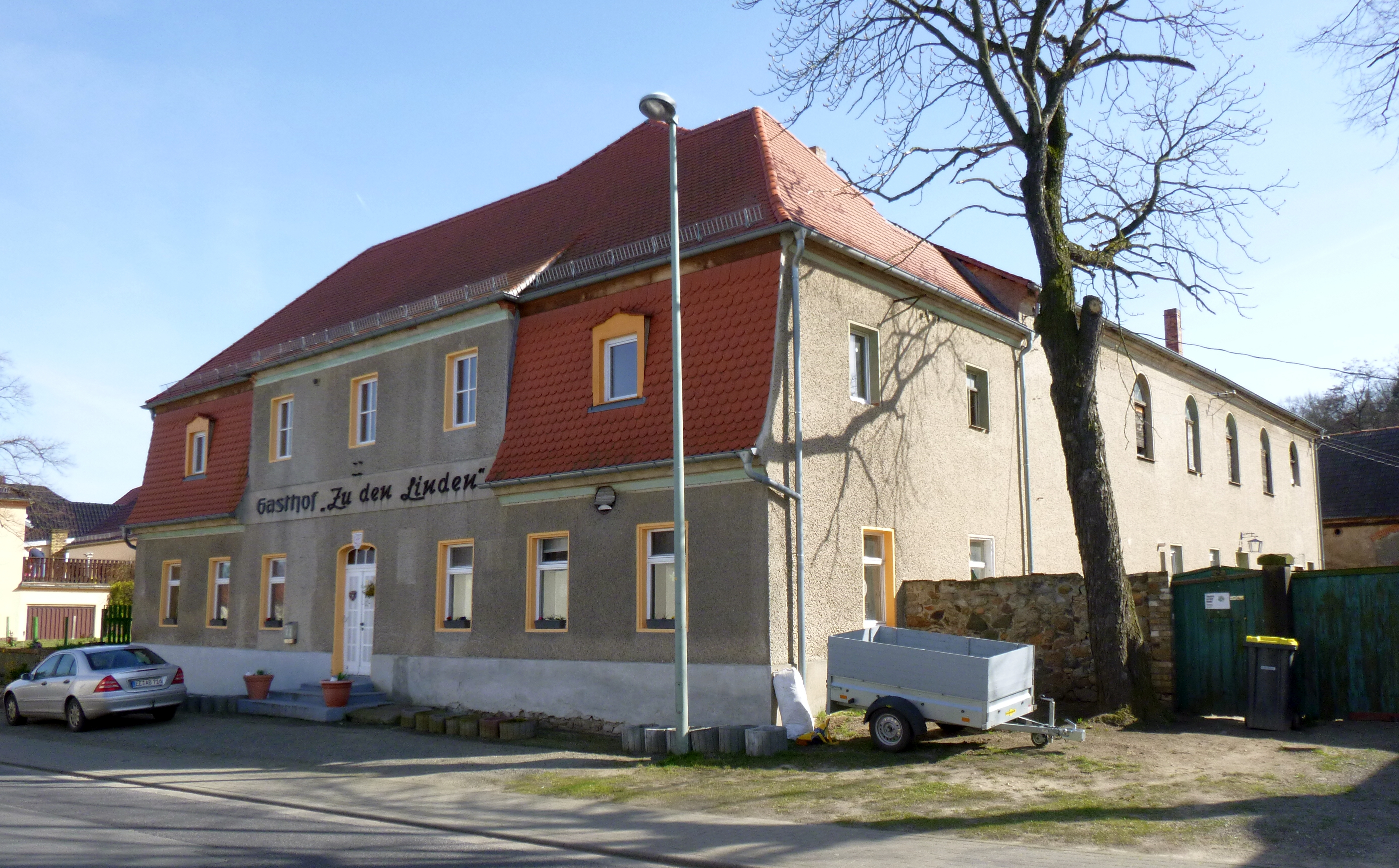
Gasthof „Unter den Linden“ (2016)

Die ehemalige Gaststätte „Rautenstrauchs Erben“, später auch als Gasthof „Unter den Linden“ betrieben, ist ein unter Denkmalschutz stehendes historisches Gasthaus in der Schraden-Gemeinde Gröden im südbrandenburgischen Landkreis Elbe-Elster. Hier ist es in der Elsterwerdaer Straße unweit der Grödener Sparkasse zu finden. Im örtlichen Denkmalverzeichnis ist es unter der Erfassungsnummer 09135783 verzeichnet.

## Baubeschreibung und Geschichte
Bei dem Gasthaus handelt es sich um ein eingeschossiges Gebäude mit Mansarddach. Datiert wird es inschriftlich auf das Jahr 1796.
Weitere Baudenkmäler in Gröden sind die Martinskirche, das einstige Wohnhaus und Atelier des als Schradenmaler bekannt gewordenen Professor Hans Nadler, ein örtliches Gefallenendenkmal und das Gebäude des Grödener Kindergartens. Unter Denkmalschutz steht außerdem das Gebäude der Gaststätte Schlegel.